# 韦尔 (多尔多涅省)
韦尔（法語：Vergt，法語發音：[vɛʁ]）是法国多尔多涅省的一个市镇，位于该省中部偏南，属于佩里格区。韦尔因出产草莓而闻名。

## 地理
韦尔（45°1'38"N, 0°43'6"E）面积32.52 平方千米，位于法国新阿基坦大区多爾多涅省，该省份为法国西南部内陆省份，是法國本土面积第三大的省，大致对应佩里戈尔地区，北起顺时针与夏朗德省、上维埃纳省、科雷兹省、洛特省、洛特-加龙省、吉倫特省和滨海夏朗德省接壤。
与韦尔接壤的市镇（或旧市镇、城区）包括：沙拉尼亚克、圣阿芒德韦尔、圣迈姆德佩雷罗勒、格兰-博尔达斯、克雷桑萨克和皮索、埃格利斯讷沃-德韦尔、萨尼亚克、萨隆、圣米歇尔德维亚代。

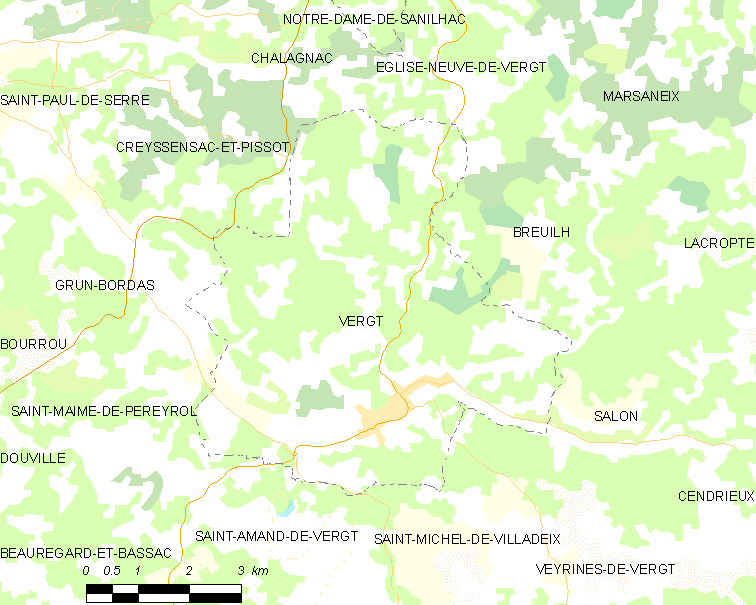
的OSM定位图

韦尔的时区为UTC+01:00、UTC+02:00（夏令时）。

## 行政
韦尔的邮政编码为24380，INSEE市镇编码为24571。

## 政治
韦尔所属的省级选区为中佩里戈尔县。

## 人口

1962-2008年间人口变化图示

韦尔于2022年1月1日时的人口数量为1750人。